# François Marie Greco
François Marie Greco (Acri, 25 juillet 1857 - Acri, 13 janvier 1931) est un prêtre italien, fondateur des Petites ouvrières des Sacrés-Cœurs et vénéré comme bienheureux par l'Église catholique. Il est commémoré le 13 janvier selon le Martyrologe romain.

## Biographie
Ordonné prêtre le 17 décembre 1881, François Marie Greco prend conscience de la misère spirituelle de la population. Il lance alors un catéchisme pour les enfants, pour les jeunes et pour les adultes. Une de ses compagnes dans son œuvre, Raffaela de Vincenti, deviendra sa collaboratrice dans la fondation de l'Institut des Petites travailleuses du Sacré-Cœur de Jésus, en 1874. De nombreuses jeunes femmes d'Acri et des villes environnantes se joigne à cette nouvelle congrégation catéchiste. Le Père Greco se dépense sans arrêt, pour qu'à travers son institut, les jeunes aient une bonne formation, à la fois chrétienne et humaine.
Il meurt à Acri le 13 janvier 1931, des suites d'une bronchite.

## Béatification et canonisation
- 1957 : ouverture de la cause en béatification et canonisation
- 19 avril 2004 : le pape Jean-Paul II lui attribue le titre de vénérable.
- 21 janvier 2016 : le pape François reconnaît l'authenticité d'un miracle dû à son intercession et signe le décret de béatification.
- 21 mai 2016 : cérémonie de béatification célébrée à Cosenza par le cardinal Angelo Amato, au nom du Saint-Père.

Fête liturgique fixée au 13 janvier.